# Hidișelu de Sus, Bihor
Hidișelu de Sus este satul de reședință al comunei cu același nume din județul Bihor, Crișana, România.